# Team3M/2015
Deze pagina geeft een overzicht weer van de Team3M-wielerploeg in 2015.

## Algemeen
- Hoofdsponsor: 3M
- Algemeen manager: Bernard Moerman
- Ploegleiders: Frank Boeckx, Walter Maes, Tim Lacroix

## Renners
| Naam                 | Geboortedatum    | Nationaliteit       | Punten | Ploeg 2014                   |
| -------------------- | ---------------- | ------------------- | ------ | ---------------------------- |
| Gertjan De Vos       | 7 augustus 1991  | België              | 0      |                              |
| Jaap de Man          | 28 maart 1993    | Nederland           | 4      |                              |
| Martijn Degreve      | 14 april 1993    | België              | 10     |                              |
| Jimmy Janssens       | 30 mei 1989      | België              | 65     |                              |
| Connor Mcconvey      | 20 juli 1988     | Ierland             | 66     | Synergy Baku Cycling Project |
| Fabrice Mels         | 17 augustus 1992 | België              | 0      | Cibel                        |
| David Montgomery     | 27 juni 1995     | Ierland             | 4      | Neo                          |
| Kevin Panhuyzen      | 24 juni 1994     | België              | 0      | Neo                          |
| Dimitri Peyskens     | 26 november 1991 | België              | 1      | Lotto - Belisol U23          |
| Elliott Porter       | 31 december 1991 | Verenigd Koninkrijk | 14     | Rapha Condor JLT             |
| Jack Sadler          | 25 januari 1995  | Ierland             | 0      | Rapha Condor JLT             |
| Christophe Sleurs    | 25 juni 1990     | België              | 1      |                              |
| Jake Tanner          | 6 november 1991  | Verenigd Koninkrijk | 4      | Christina Watches-Kuma       |
| Melvin van Zijl      | 10 december 1991 | Nederland           | 0      |                              |
| Dylan van Zijl       | 6 december 1994  | Nederland           | 0      |                              |
| Geert van der Weijst | 6 april 1990     | Nederland           | 89     | Cyclingteam Jo Piels         |
| Tim Vanspeybroeck    | 8 maart 1991     | België              | 16     |                              |
| Nicolas Vereecken    | 21 februari 1990 | België              | 116    | Vérandas Willems             |
| Emiel Vermeulen      | 16 februari 1993 | België              | 16     |                              |
| Michael Vingerling   | 28 juni 1990     | Nederland           | 69     |                              |

## Overwinningen
Omloop van het Waasland
Winnaar: Geert van der Weijst
Ronde van Normandië
4e etappe: Nicolas Vereecken
Ronde van Luik
3e etappe: Jimmy Janssens
2013 · 2014 · 2015 · 2016